# Malfrida
Malfrida, född okänt år, död 1000, var en storfurstinna av Kiev, gift med storfurst Vladimir I av Kiev. 